# Rob Lewin
Rob Lewin né le 13 novembre 1980 à Montego Bay (Jamaïque), est un joueur de basket-ball professionnel américano-jamaïcain.

## Université
- 2002-2003 :  University of Troy State (NCAA)

## Clubs
- 2003-2004 :  Luléa (1er division)
- 2004-2005 :  Bruesa (LEB)
- 2005-2006 :  Birmingham Panthers (BBL)
- 2006-2007 :  Reims (Pro A)
- 2007-2009 :  Strasbourg (Pro A)
- 2009-2010 :  Gravelines Dunkerque (Pro A)
- 2010-2010 :  Vichy (Pro A) - 6 matchs en tant que pigiste médical
- 2011- :  Le Mans (Pro A) - Pigiste médical jusqu'au 10 mai 2011.
- 2012-2013 :  Dijon (Pro A)

## Palmarès
- Champion de Suède : 2004